# Geertruid Monnickes
Geertruid Monnickes (geboren vor 1399 in Westfalen; gestorben 16. Dezember 1452 in Diepenveen) war eine niederländische Ordensfrau im Kloster Diepenveen.

## Leben
Geertruid Monnickes wurde in Westfalen geboren. Sie gehörte zu den ersten zwölf Schwestern die das Frauenkloster Diepenveen, ein Kloster der Devotio moderna, unter der Priorin Salome Sticken mitgründete. Nachdem sich einige Frauen im Meester-Geertshuis von Geert Groote bereits zusammengeschlossen hatten, wurde unter der Leitung von Johannes Brinckerinck in Diepenveen ein Kloster aufgebaut. Die Biografien der Schwestern wurden im Schwesternbuch festgehalten. Geertruid Monnickes legte ihre Gelübde am 21. Januar 1408 ab. Kurze Zeit später wurde sie zur Kantrix ernannt, da sie eine sehr schöne Stimme hatte. Zudem übte sie die Funktion einer Vestiaria, der Aufseherin der Bekleidung aus, dabei soll sie sehr bescheiden gewesen sein und obwohl sie von Krankheiten geplagt war, soll sie ihre Pflichten treu erfüllt haben.
Geertruid Monnickes starb am 16. Februar 1452 im Kloster Diepenveen.